# 主題図

ジョン・スノウが1854年にまとめた、ブロード・ストリートのコレラの大発生における死者発生地の分布図

主題図（しゅだいず、英語: thematic map, topical map）とは、特定の地理的事象に関係する情報を表示し伝達する地図のことである。土地利用図・土地条件図・地質図・海図・人口図などがその一例であり、特定の事象を強調しない一般図と区別される。

## 分類
主題図は主に定性的地図と定量的地図に二分することができる。この分類は地図表現の立場から行われたものである。

### 定性的地図

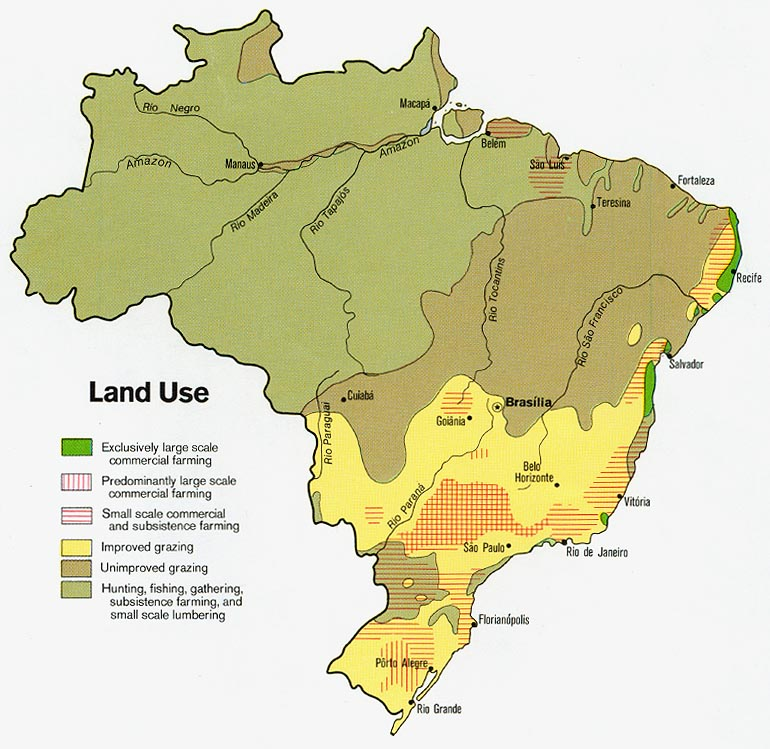
1977年のブラジルの土地利用図

定性的地図は非数量的データを対象とし、分布や拡散の程度を表現する。具体例として土地利用図や文化地図が挙げられる。

### 定量的地図
定量的地図は数量的データを地図化したものであり、統計的地図（statistical map）や階級区分図（choropleth map）ともいう。
定量的地図は絶対図と相対図に分類することができる。絶対図は絶対数のデータを円の大きさなどで表現した地図のことである。相対図は、単位地域面積での比率（人口密度など）を表示する主題図（狭義の相対図）のほか、他にも百分率で表されるデータ（人口増加率など）を表示する主題図（広義の相対図）の2つがある。

## 記号の分類
主題図を表現するうえで使用する記号は、点・線・面の3つに分類することができる。点的な地理的事象（人口など）は、ドットなどの点記号で表現される。同様に、線的な地理的事象（交通路線など）は線記号、面的な地理的事象は面記号で表現される。点記号では点の大きさや充填度などによる順序づけがなされることもあれば、それとは別に地図記号や、円や三角形などの幾何記号も使用される。
点データを対象とする場合は点データ地図、線データを対象とする場合は線データ地図、面データを対象とする場合は面データ地図の主題図となる。ただし、ドットマップや等値線図のように点データを面データ地図として表現したり、メッシュマップのように面データを点データ地図に変換したりするなど、地図化の方法により点データ・面データ・線データの中で変化することもある。
また、主題図での表現対象となる地理的事象は、名目尺度、順序尺度、間隔尺度、比率尺度の4種類に分類され、それらが記号化される。名目尺度は定性的な尺度であり、都市の分類（城下町、宿場町など）がその一例である。順序尺度は好き嫌いや利用頻度など大小関係を持つ尺度である。間隔尺度は測定値の差をもって比較できる尺度であり、各地域での気温がその一例である。比率尺度は測定値の比率で比較できる尺度のことであり、人口がその一例である。主題図では円の大小として表現される。

## 作図
主題図は、一般図をベースマップとしたうえで作られる。主題図を用いて地理的事象を表現するときは、定性的データは記号の形や模様で、定量的データは、絶対図の場合は図形の大きさ、相対図の場合は順序尺度や濃淡などで示す。
主題図はグラフィックソフトウェア、地理情報システム、CAD（コンピュータ支援設計）などを利用し、パーソナルコンピュータを使用して作成することもできる。

## 主題図の例
量的な主題図の一例として、菅野 (1987)ではドットマップ、図形表現図、流線図、等値線図、階級区分図、カルトグラムが例示されている。

### ドットマップ
ドットマップ（dot map）は小円（ドット）の疎密で地理的事象の分布を表現する主題図である。なお、ドットマップの作成時には、ドット1つが示す値、ドットの大きさ、ドットを描く場所について慎重な考慮が求められる 。

### 図形表現図

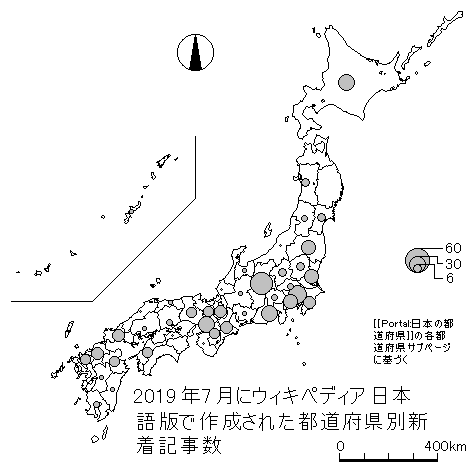
2019年7月にウィキペディア日本語版で作成された都道府県別新着記事数

図形表現図は特定地域のデータを図形（棒、円・正方形、球、ものの形など）で表現し、事象の相対的な大小を表現する主題図である。この図により人口や農産物の生産量などを表示することができる。棒で表現するときは、データの値に比例するように棒の長さが決定される。円で表現するときはデータの値が円の面積に比例するように表示される（すなわち円の半径は、データ値の平方根に比例する）。この方法は地域差の大きい事象の表現に適している。球で表現するときはデータの値が球の体積に比例するように表示される（円の半径はデータ値の立方根に比例）。この他、データの値を、データが指す事物で表現することもある。

### 流線図

2011年のアメリカ合衆国の主要15貿易相手国との輸出入金額

流線図は地理的事象の移動の向きと大きさを表現する主題図であり、流動量の表現で多用される。流線の幅や色の違いで流動量の大小が表現される。

### 等値線図

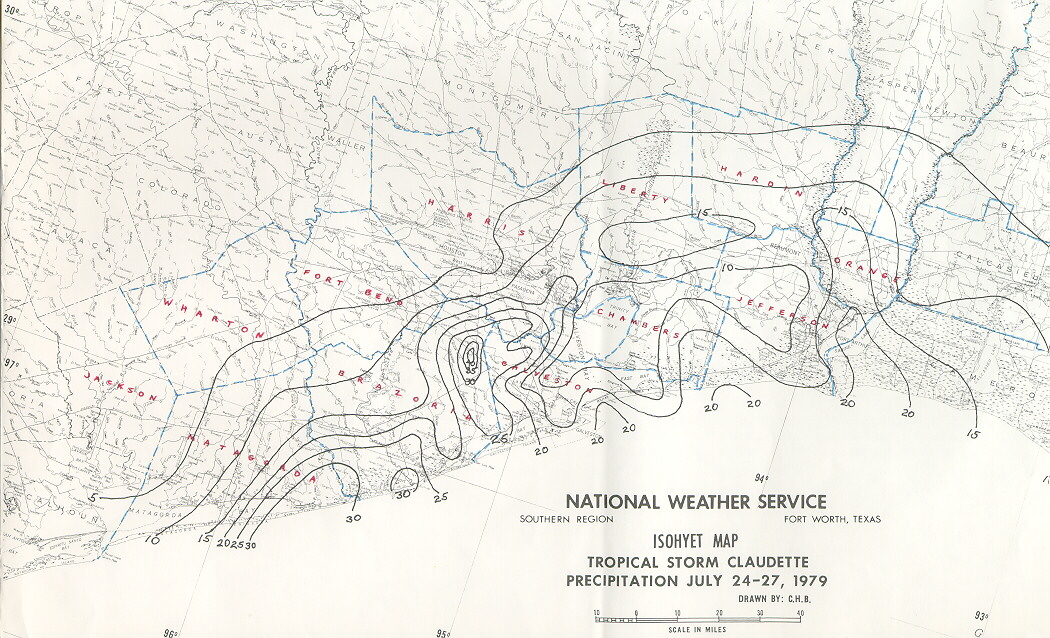
1979年7月24日 - 27日のアメリカ合衆国テキサス州・ルイジアナ州西部における等降水量線図

等値線図（isoline map, isarithmic map）は、値が等しい地点の集合の線（等値線）を用いることで、連続する地理的事象の分布を表現する主題図である。等温線図や等降水量線図なども等値線図の一つである。等値線図は少数のデータをもとに、調査地点に限らず任意の地点のデータを把握することが可能な地図であるとともに、当該データ以外の情報（天気図における風向風速など）も読解・予測可能であることが中村 (1998)では言及されている。

### 階級区分図

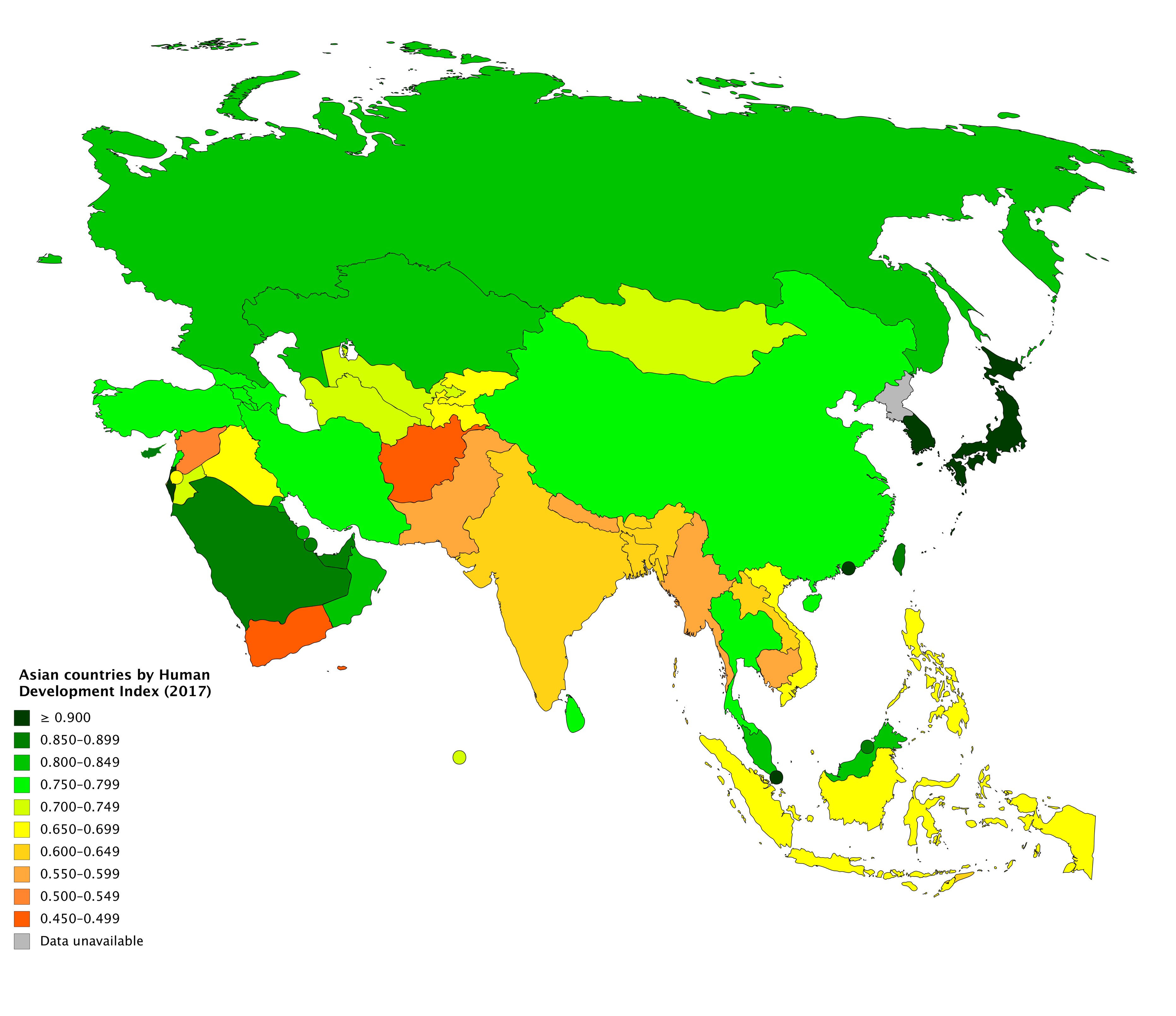
2017年のアジアの国々の人間開発指数

階級区分図（コロプレスマップ、choropleth map）は、単位地区ごとに統計値を表示する主題図のことである。ここで使用される統計値は、面積の大小による影響を排除するために、相対的統計値（比率などで表現され、人口密度、世帯あたり所得などが該当）であることが求められる。作図自体は簡単に行えるものの、単位地域内での事象の分布差が表現できないこと、連続的なデータであっても単位地域の境界で値が大きく変化するように表現されることなどの問題もある。

### カルトグラム

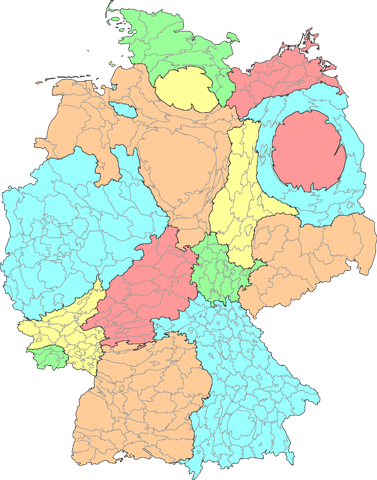
2009年のドイツの人口のカルトグラム

カルトグラム（cartogram）は単位地区の形や大きさを統計値に基づいて変形させた主題図のことである。視覚性に富み、統計値の大小の把握のうえでは有用な主題図ではあるが、単位地区の形状を把握していない場合に地理的事象の理解が困難になったり、統計値の大小の幅が大きい場合に作図が難しくなったりする。